# Moa Granat
Moa Granat (* 8. August 2004) ist eine schwedische Leichtathletin, die sich auf den Hürdenlauf spezialisiert hat. Auch ihr Vater Marko Granat war als Leichtathlet aktiv.

## Sportliche Laufbahn
Erste Erfahrungen bei internationalen Meisterschaften sammelte Moa Granat im Jahr 2021, als sie bei den U20-Europameisterschaften in Tallinn in 57,94 s die Silbermedaille im 400-Meter-Hürdenlauf gewann. 2023 wurde sie bei der 1. Liga der Team-Europameisterschaft im Rahmen der Europaspiele in Chorzów in 56,61 s Zweite im B-Lauf über 400 m Hürden und gelangte mit der schwedischen Mixed-Staffel über 4-mal 400 Meter mit 3:17,93 min auf Rang fünf im B-Lauf. Im August siegte sie in 56,58 s bei den U20-Europameisterschaften in Jerusalem im Hürdenlauf und kurz darauf schied sie bei den Weltmeisterschaften in Budapest mit 56,61 s in der ersten Runde aus. Im Jahr darauf schied sie bei den Europameisterschaften in Rom mit 55,89 s im Halbfinale im Hürdenlauf aus und verpasste mit der Staffel mit 3:29,84 min den Finaleinzug. 2025 wurde sie bei der 1. Liga der Team-Europameisterschaft in Madrid in 55,75 s Siebte im A-Lauf über 400 m Hürden, ehe sie bei den U23-Europameisterschaften in Bergen in 55,56 s den vierten Platz belegte. Zudem schied sie dort mit der Staffel mit 3:34,32 min im Vorlauf aus.
In den Jahren von 2021 bis 2023 wurde Granat schwedische Meisterin im 400-Meter-Hürdenlauf. Zudem wurde sie 2023 Hallenmeisterin über 400 Meter.

## Persönliche Bestleistungen
- 400 Meter: 53,19 s, 31. Mai 2025 in Göteborg
  - 400 Meter (Halle): 53,33 s, 2. März 2025 in Göteborg
- 400 m Hürden: 55,28 s, 3. Juli 2025 in Karlstad